# Foug
Foug is een gemeente in het Franse departement Meurthe-et-Moselle (regio Grand Est). De gemeente telde 2.622 inwoners op 1 januari 2022.
De gemeente maakt deel uit van het arrondissement Toul en sinds 22 maart 2015 van het op die dag opgerichte kanton Toul. Daarvoor hoorde het bij het kanton Toul-Nord, dat toen opgeheven werd.

## Geografie
De oppervlakte van Foug bedroeg op 1 januari 2022 25,49 vierkante kilometer; de bevolkingsdichtheid was toen 102,9 inwoners per km².

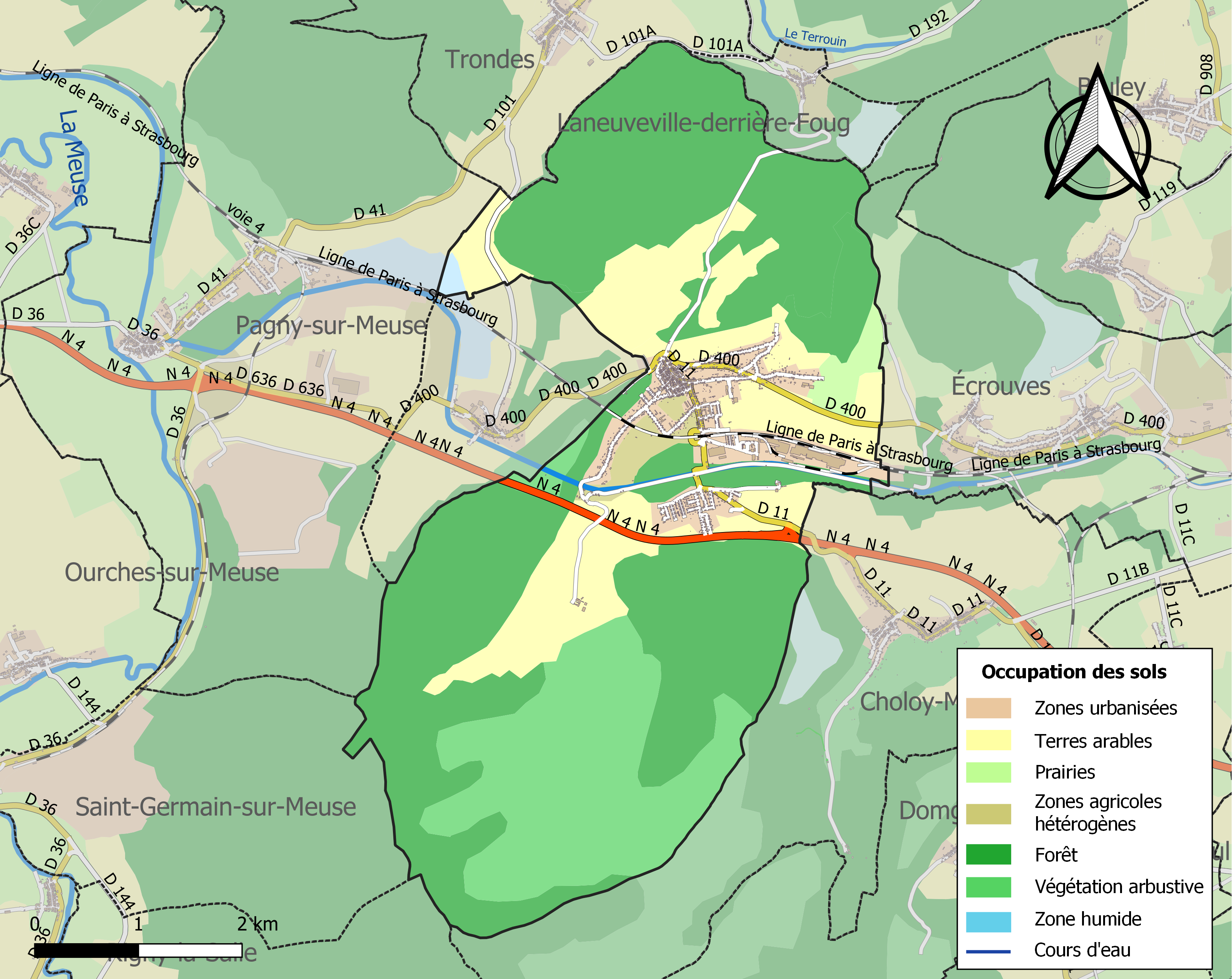
Kaart van de gemeente met de belangrijkste infrastructuur, bodemgebruik en omliggende gemeenten

## Demografie
De figuur toont het verloop van het inwonertal (bron: INSEE-tellingen).